# Arocojnadi
La Comunidad Indígena Arocojnadi es una pequeña localidad paraguaya del Departamento de Alto Paraguay ubicada en el desvío del kilómetro 155 de la ruta PY15 "Bioceánica", a unos 559 km de Asunción.
Administrativamente la localidad pertenece al municipio de Puerto Casado, que se encuentra ubicado a unos 163 km de distancia.

## Demografía
El pueblo posee unos 60 habitantes, siendo la mayoría de ellos indígenas de la etnia ayoreo.

## Transporte
Se accede a Arocojnadi a través de un desvío de tierra de 30 km ubicado en el km 155 de la ruta PY15, en la zona conocida como Cruce Coronel Paulino Alén.